# Diocesi di Eldoret
La diocesi di Eldoret (in latino Dioecesis Eldoretensis) è una sede della Chiesa cattolica in Kenya suffraganea dell'arcidiocesi di Kisumu. Nel 2025 contava 581.345 battezzati su  1.619.666 abitanti. È retta dal vescovo Dominic Kimengich.

## Territorio
La diocesi comprende le contee di Elgeyo-Marakwet e Uasin Gishu nella parte occidentale del Kenya.
Sede vescovile è la città di Eldoret, dove si trova la cattedrale del Sacro Cuore.
Il territorio è suddiviso in 65 parrocchie.

## Storia
La prefettura apostolica di Eldoret fu eretta il 29 giugno 1953 con la bolla Quae ad christifidelium di papa Pio XII, ricavandone il territorio dalla diocesi di Kisumu (oggi arcidiocesi).
Il 13 ottobre 1959 la prefettura apostolica è stata elevata a diocesi con la bolla Christianorum societas di papa Giovanni XXIII. Originariamente era suffraganea dell'arcidiocesi di Nairobi.
L'11 gennaio 1968 ha ceduto porzioni del suo territorio a vantaggio dell'erezione della prefettura apostolica di Lodwar (oggi diocesi) e della diocesi di Nakuru.
Il 28 giugno 1972 ha ceduto il distretto di Baringo alla diocesi di Nakuru.
Il 21 maggio 1990 è entrata a far parte della provincia ecclesiastica dell'arcidiocesi di Kisumu.
Il 3 aprile 1998 e il 10 luglio 2025 ha ceduto altre porzioni di territorio a vantaggio dell'erezione rispettivamente della diocesi di Kitale e della diocesi di Kapsabet.

## Cronotassi dei vescovi
Si omettono i periodi di sede vacante non superiori ai 2 anni o non storicamente accertati.
- Joseph Brendan Houlihan, S.P.S. † (29 gennaio 1954 - 19 ottobre 1970 dimesso[2])
- John Njenga † (19 ottobre 1970 - 25 ottobre 1988 nominato vescovo di Mombasa)
- Cornelius Kipng'eno Arap Korir † (2 aprile 1990 - 30 ottobre 2017 deceduto)
  - Sede vacante (2017-2019)[3]
- Dominic Kimengich, dal 16 novembre 2019

## Statistiche
La diocesi nel 2025 su una popolazione di 1.619.666 persone contava 581.345 battezzati, corrispondenti al 35,9% del totale.
| anno | popolazione | popolazione | popolazione | presbiteri | presbiteri | presbiteri | presbiteri                | diaconi | religiosi | religiosi | parrocchie |
| anno | battezzati  | totale      | %           | numero     | secolari   | regolari   | battezzati per presbitero | diaconi | uomini    | donne     | parrocchie |
| ---- | ----------- | ----------- | ----------- | ---------- | ---------- | ---------- | ------------------------- | ------- | --------- | --------- | ---------- |
| 1970 | 107.160     | 1.150.000   | 9,3         | 50         | 25         | 25         | 2.143                     |         | 35        | 24        | 12         |
| 1980 | 188.000     | 2.415.000   | 7,8         | 65         | 13         | 52         | 2.892                     |         | 64        | 104       | 35         |
| 1990 | 399.200     | 2.526.000   | 15,8        | 73         | 36         | 37         | 5.468                     |         | 52        | 217       | 40         |
| 1999 | 300.000     | 1.278.465   | 23,5        | 58         | 39         | 19         | 5.172                     |         | 35        | 146       | 35         |
| 2000 | 341.000     | 1.482.000   | 23,0        | 53         | 38         | 15         | 6.433                     |         | 37        | 150       | 35         |
| 2001 | 351.000     | 1.485.950   | 23,6        | 54         | 40         | 14         | 6.500                     |         | 36        | 164       | 36         |
| 2002 | 355.000     | 1.490.340   | 23,8        | 62         | 48         | 14         | 5.725                     |         | 36        | 167       | 36         |
| 2003 | 367.200     | 1.530.000   | 24,0        | 62         | 49         | 13         | 5.922                     |         | 36        | 179       | 37         |
| 2004 | 375.965     | 1.560.600   | 24,1        | 69         | 56         | 13         | 5.448                     |         | 39        | 178       | 37         |
| 2006 | 401.703     | 1.623.648   | 24,7        | 66         | 53         | 13         | 6.086                     |         | 36        | 213       | 39         |
| 2013 | 537.000     | 1.926.000   | 27,9        | 93         | 80         | 13         | 5.774                     |         | 30        | 211       | 45         |
| 2016 | 510.000     | 2.206.000   | 23,1        | 108        | 90         | 18         | 4.722                     |         | 33        | 218       | 55         |
| 2019 | 892.000     | 2.450.000   | 36,4        | 127        | 109        | 18         | 7.023                     |         | 38        | 243       | 61         |
| 2021 | 892.000     | 2.489.710   | 35,8        | 139        | 119        | 20         | 6.417                     |         | 43        | 235       | 66         |
| 2023 | 895.000     | 2.605.530   | 34,4        | 164        | 137        | 27         | 5.457                     |         | 54        | 285       | 82         |
| 2025 | 895.000     | 2.503.377   | 35,8        | 164        | 136        | 28         | 5.457                     | 8       | 31        | 255       | 101        |
| 2025 | 581.345     | 1.619.666   | 35,9        | 112        | 92         | 20         | 5.190                     | 8       | 31        | 211       | 65         |